# Xaver Švanda
Xaver Švanda, O.Cist. (14. února 1915 – 10. března 1999) byl český římskokatolický duchovní, vyšebrodský cisterciák. Podílel se na obnově řeholního života ve vyšebrodském klášteře po roce 1945 a znovu po roce 1989.

## Život
Narodil se ve Vrábči v jižních Čechách a v mládí vstoupil ve Vyšším Brodě do cisterciáckého řádu. Studoval teologii v Innsbrucku (kam došel z Českých Budějovic pěšky) a přijal kněžské svěcení. Dne 17. dubna 1941 byl vyšebrodský klášter nacisty nuceně zrušen. Xaver Švanda se pak podílel po roce 1945 spolu s opatem Tecelinem Jakschem, opatem-koadjutorem Dominikem Kaindlem a dalšími mnichy na jeho obnovení. Avšak roku 1950 byl klášter v rámci Akce K zrušen znovu. Xaver Švanda byl několik let internován (postupně v Želivi a Oseku). Poté se vrátil do Vyššího Brodu, žil zde na městské faře, ale jako kněz působit nemohl. Mši svatou sloužíval časně ráno a poté odcházel do civilního zaměstnání. Pracoval na stavbě vyrovnávací nádrže Lipenské přehrady. Později mu byl udělen tzv. státní souhlas a byl ustanoven administrátorem v Malontech. Zároveň byl administrátorem ex currendo ve farnostech Dolní Dvořiště a Rychnov nad Malší. Později působil jako duchovní správce ve Lhenicích. Po návratu cisterciáků do Vyššího Brodu po roce 1989 se otec Xaver podílel opět na obnově života místní mnišské komunity. Zemřel 10. března 1999.